# Reacció Termidoriana
La Reacció Termidoriana o Convenció Termidoriana, en francès:Convention thermidorienne, va ser el producte d'un cop d'estat dins la Revolució francesa. Va anar dirigida contra els Jacobins els quals havien dominat el Comitè de Salvació Pública. Va ser impulsada per la votació de la Convenció Nacional per executar Maximilien Robespierre, Louis Antoine de Saint-Just, i d'altres líders membres del govern revolucionari. Va ser la fi de la fase més radical de la Revolució francesa.
El nom de Termidoriana es refereix a la data del 9 de Termidor de l'any II (27 de juliol de 1794), que és la data d'acord amb el Calendari Republicà Francès quan Robespierre i altres revolucionaris radicals van ser atacats d'acord amb la resolució presa per la Convenció Nacional. La reacció termidoriana també es refereix al període que hi va haver fins que la Convenció Nacional va ser reemplaçada pel Directori. Figures prominents de la Reacció Termidoriana inclouen Paul Barras, Jean-Lambert Tallien i Joseph Fouché.